# Понте Ница
Понте Ница (итал. Ponte Nizza) је насеље у Италији у округу Павија, региону Ломбардија.
Према процени из 2011. у насељу је живело 256 становника. Насеље се налази на надморској висини од 266 м.

## Становништво
Према резултатима пописа становништва 2011. у општини је живело 811 становника.
| 1931. | 1936. | 1951. | 1961. | 1971. | 1981. | 1991. | 2001. | 2011. |
| ----- | ----- | ----- | ----- | ----- | ----- | ----- | ----- | ----- |
| 1.496 | 1.444 | 1.311 | 1.114 | 966   | 896   | 899   | 864   | 811   |